# Josef Zingg (Politiker)

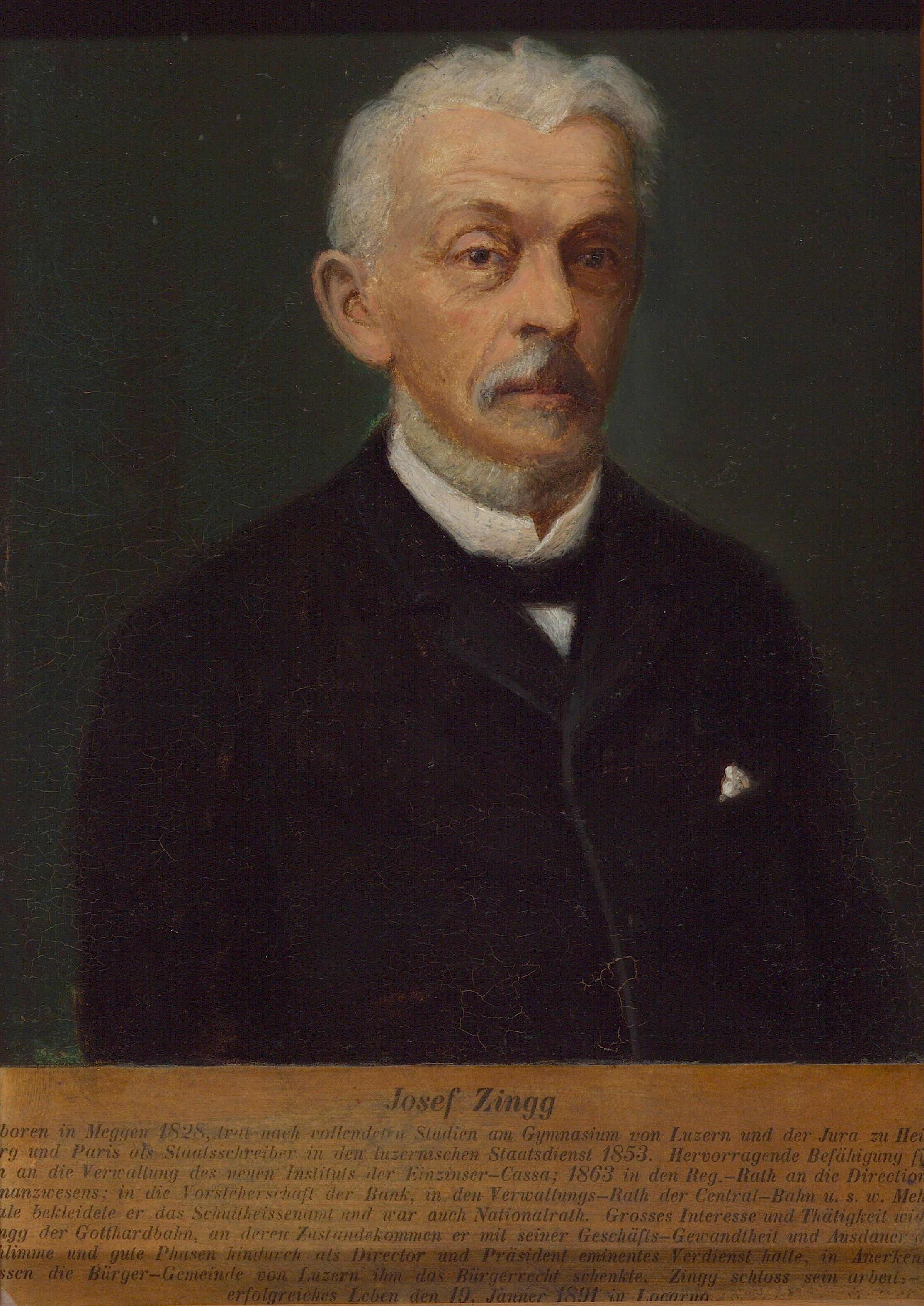
Porträt von Joseph Zingg

Josef Zingg (* 5. Februar 1828 in Meggen; † 19. Januar 1891 in Muralto) war ein Schweizer Politiker.

## Biografie

### Frühes Leben
Josef Zingg war der Sohn des Landwirts und Luzerner Grossrats Josef Zingg und der Maria Anna, geborene Scherer. Er war der Bruder von Alois Zingg. Zingg heiratete Aloisia Kopp, die Tochter des Jakob Kopp.
Er studierte in Heidelberg, Berlin und Paris Rechtswissenschaft. Nach seinem Abschluss war er als Anwalt tätig. Von 1853 bis 1857 war er Ratsschreiber in Luzern, anschliessend bis 1860 Staatsschreiber. Zwischen 1860 und 1863 war er Redaktor des Luzerner Tagblatts sowie Verwalter der Einzinserkasse.

### Politische Laufbahn
Zingg wurde 1863 in den Luzerner Regierungsrat gewählt, dem er bis 1872 angehörte. Er leitete zunächst das Baudepartement, ab 1869 das Finanzdepartement. Von 1870 bis 1871 war er formell Mitglied des Ständerats, übte das Mandat jedoch nicht aus. Bei den Parlamentswahlen 1872 wurde Zingg in den Nationalrat gewählt, dem er bis 1878 angehörte. Zudem war er von 1872 bis 1891 Grossrat des Kantons Luzern für die liberale Partei.
Zingg nahm als Politiker eine vermittelnde Haltung ein. Ihm wurde vorgeworfen, politische Ämter mit Bahninteressen zu verflechten.

### Engagement im Eisenbahnwesen und Wirtschaft
Zingg war ab 1863 Präsident und ab 1867 bis 1891 Mitglied des Verwaltungsrats der Bank in Luzern. Von 1868 bis 1878 war er zudem Verwaltungsrat der Rentenanstalt. Als Mitgründer der Gotthardvereinigung im Jahr 1863 setzte er sich für den Bau der Gotthardbahn ein. Er war von 1869 bis 1878 im Verwaltungsrat der Schweizerischen Centralbahn sowie von 1871 bis 1891 der Gotthardbahn. Zwischen 1872 und 1891 war er Direktionsmitglied der Gotthardbahn und von 1879 bis 1889 Direktionspräsident.